# 제3캐나다사단
제3캐나다사단(영어: 3rd Canadian Division)은 캐나다 육군의 편성부대로, 제1차 세계 대전의 캐나다 군단의 일부로써 편성되었다. 전후 이들은 잠시 활동을 중단했다가 제3캐나다보병사단으로 재활동했다. 두번째 복무는 제2차 세계 대전 기간인 1941년부터 1945년까지 활동했다. 이들은 오버로드 작전에 참가하였다. 1945년 초 독일에서의 점령 임무를 수행하기 위해 이들은 잠시 동안의 해산 후 재편성되었지만 다음 해에 완전히 해산되었다. 2013년 서부 캐나다에서 평시 때의 군사 조직인 육군 서부 지역은 제3캐나다사단의 재편성을 명령했다. 2014년 6월 6일, 제3캐나다사단은 역사적으로 양차 대전에서 활동한 옛 사단의 기호, 전통 및 역사를 물려받았다. 1916년 중반부터 사단은 특색있는 프랑스풍의 회색 패치를 그들의 제복에 부착했다.

## 제1차 대전
1915년 프랑스에서 말콤 머서의 지휘 하에 제3캐나다사단이 편성되었다. 서부 전선에서 종전일인 1918년 11월 11일까지 복무한 이들은 이프르에 주둔하고 있었다. 사단이 이프르에 있는 동안 머서는 고위급 캐나다 장교 중 1차 대전에서 전사한 인물이 되었고, 제8보병여단을 지휘했던 여단장 V. A. 윌리엄스도 몽트소렐 전투에서 포로로 잡힌 고위급 캐나다 장교가 되었다. 머서의 뒤를 이어 루이스 리프세트가 사단장이 되었지만 그 또한 1918년 9월 전투에서 사망하고 말았다.

## 제2차 대전
제3캐나다보병사단의 편성은 제2차 세계 대전 기간 동안 군 당국에 의해 1940년 5월 17일 공인되었다. 여단 및 사단 편성은 9월 5일까지 지연되었고, 첫 사단장은 10월 26일에 임명되었다. 오타와의 카메론 하일랜더는 아이슬란드 Z 부대의 일부로써 아이슬란드로 이동했다. 사단의 제8캐나다보병여단과 제9캐나다보병여단은 1940년 12월부터 1941년 1월까지 영국으로 이동하였다. 이들 대부분은 1941년 7월 31일에 영국에 도착했다. 제7캐나다보병여단은 8월에 출발해 9월 초에 당도했다. 도착 이후 사단은 영국 제2군의 일부로써 노르망디 상륙의 주요 상륙 공격에 대해 3개의 훈련을 받았고, 이후 주노 해변에서 큰 승리를 거두었다. 이들은 이후 캉 전투, 팔레즈 포위전, 영국 해협 항구 정리, 브레스켄즈 포위전, 그리고 서구 연합군의 독일 침공까지 참전했다. 스헬더 강 전투에서 제3캐나다보병사단은 제21군집단을 이끈 원수 버나드 로 몽고메리로부터 "물에 사는 쥐들"이라는 별명을 부여받았다. 이들은 노르망디 상륙 때부터 열악한 상황에서 전투를 벌였고, 몽고메리는 이를 인정해준 것이다.

### 주노 해변
주노 해변은 쿠르쇨르메르의 양쪽으로 뻗은 5마일 정도의 해변이었다. 제3캐나다보병사단과 제2캐나다기갑여단이 제7캐나다보병여단 및 제8캐나다보병여단과 함께 상륙했다. 각각의 여단은 3개의 보병대대가 있었으며 제79기갑사단 휘하 2개의 포병야전연대와 공병집단 및 기타 부대를 비롯한 기갑연대가 지원을 해주었다. 제10기갑여단의 전차가 좌측에 상륙한 제7보병여단을 지원해주었고, 제6기갑여단이 우측의 여단을 지원해주었다. 제9캐나다보병여단은 주위를 돌다가 상륙하였고 지도하는 여단과 함께 남쪽으로 진군했다. 제27기갑여단이 이들에게 전차를 지원했다.
캐나다군에서는 노르망디 상륙 당시 약 950명의 사상자가 발생했다. 정오에 전 사단원들은 해안가에 도착했고, 쇨 강에 있는 다리들을 포위하기 위해 상륙 병력은 내륙 쪽으로 몇 킬로미터 적을 밀어붙이기도 했다. 6시가 되자 제3캐나다사단은 생오뱅쉬르메르를 점령했다. 제1후사르기갑부대가 캐나다 여왕의 소총대 대원들과 함께 이들의 목표에 도달했고, 두 부대는 캉 - 바이외 고속도로를 가로질러 15km 내륙으로 진격했다. 그러나 이 병력은 보병부대의 지원 부족으로 다시 철수해야만 했다. 6월 6일이 끝날 무렵에 제3캐나다사단은 어느 다른 연합군 부대보다도 내륙으로 깊숙이 진격해 있었다. 독일의 기갑사단 2개가 4주 동안 이들의 진격을 방해하여 더 남쪽으로 내려갈 수도 있었음에도 불구하고 이는 성공으로 끝나지 못했다. 그러나 제3캐나다보병사단을 비롯한 대부분의 연합군 부대는 노르망디 상륙 당시의 목표를 점령하는데 실패했다. 실제로, 오직 제8보병여단의 캐나다 여왕의 소총대대만이 유일하게 목표를 달성한 연합군 부대였다.
다음 날 캐나다군은 소드 해변에 상륙한 영국군과 그들의 거점을 연결하는 데 성공했다. 주노 해변이 확보된 당시에 상륙 병력은 21,400명으로 1,000명 이하의 사상자가 발생했다 이들은 목표였던 카르피케 비행장을 점령하는 데 실패했으며 소드 해변과의 연결은 독일군의 반격으로 6월 7일이 돼서 이루어졌다.

### 노르망디 전투
제3캐나다보병사단은 오버로드 작전에서 영국 제1군단의 첫 부대로써, 그리고 제2캐나다군단의 휘하에서 광범위한 지역에서 복무했다. 6월 7일, 이들은 디데이 목표를 확보하기 위해 진격한 연합군 부대 중 첫 부대가 되었다. 오티와 카르피케에서는 제12SS기갑사단이 지휘하는 독일군의 강력한 방어로 캐나다군의 전투는 꽤나 힘든 싸움으로 이어졌다. 5일 간 제12SS기갑사단은 캐나다 교두보를 파괴하여 해안가로 돌려보내기 위해 반격을 연이어 감행했지만, 강력한 캐나다군의 저항과 연합군 해외 포격 및 공중 우위로 제12SS기갑사단은 병력의 3분의 1을 잃었고 이들은 철수할 수밖에 없었다. 1944년 7월 4일 제3캐나다사단은 제79기갑사단의 지원 하에 영국 제3사단 및 제59스태포드셔보병사단과 함께 윈저 작전을 개시해 카르피케 비행장을 점령했고, 남아있는 제12SS기갑사단과 몇 시간 동안 혼전 및 접전을 치렀다. 제3캐나다사단은 7월 8일 찬우드 작전에 참전했으며 이는 제2군이 캉 북부에 실시한 마지막 공세였다. 캐나다군은 모든 목표를 점령했지만 역시 많은 사상자가 발생했다.
7월 18일 애틀랜틱 작전이 개시되었고, 캐나다군은 굿우드 작전으로 이를 뒷받침해주며 캉 남부로 진격하며 영국군이 더욱 동쪽으로 진격하게 해주었다. 제2캐나다보병사단과 제3캐나다보병사단은 캉을 향해 진격하며 통합된 기갑사단의 지원을 받았다. 이들의 목표는 고지 주위에 위치한 콜롱비에르를 점령하는 것이었다. 이 마을과 주위 지역은 전투력이 입증된 제21기갑사단이 방어하고 있었다. 제18및19기갑사단과의 전투 끝에 독일군은 마을 바깥으로 철수 해 오른 강 지역으로 물러났다.
제3캐나다사단은 제20기갑사단을 향한 진격을 계속했으며 지휘 병력은 중기관총과 소기의 콜롱비에르 가까이 있는 대저택으로부터 공격을 받았다. 캐나다 여왕의 소총대대는 몬트리올 왕립캐나다후사르의 지원 하에 많은 사상자에도 불구하고 진격을 감행해 지베르빌을 점령하였다. 나머지 제3사단 부대들은 콜롱비에르로 진격해 그 마을을 점령했다. 캐나다군은 베르리에르 능선에서 강력한 독일군의 방어전선을 마주하게 되었으며 이곳은 독일 SS병력이 완벽한 요새화에 성공하여 수백대의 야전포, 누벨베르페, 그리고 수많은 함정을 배치한 지역이었다. 제2캐나다사단의 제4 및 6여단은 돌출부를 공격했지만 심각한 사상자를 내 철수해야만 했다. 땅이 질퍽해지고 캐나다 기갑지원군이 움직일 수 없는 상황인데다가 영국 왕립공군의 호커 타이푼 전폭기도 지원을 해 줄 수 없었다. 실패한 공격 이후 제2SS기갑사단과 제12SS기갑사단이 반격을 가했지만 제8보병여단의 지원하에 캐나다군은 간신히 독일군을 물리쳤다. 공격은 연합군의 육상 공세가 독일군의 저항이 거세져 중단되기 전까지 이틀 간 더 지속되었다. 제3캐나다사단을 비롯한 공세에 참여한 병력들은 한숨 돌린채 지역을 사수했다. 이는 독일군의 반격을 예상한 것이었지만 이러한 반격은 일어나지 않았다.

### 1945-1946: 점령 임무
1945년 캐나다군 점령 부대가 창설되었는데 이는 제3캐나다보병사단의 체계에 기초한 것이었다. 구성 부대는 남아있는 제3캐나다보병사단의 이름을 따서 지어졌다. 편성은 표준화된 보병 사단의 기본적인 조직에 기초를 둔 편성제였고 전후 유럽의 재구축을 약속한 캐나다 정부의 지원 부대이기도 했다. 점령군은 제52로랜드보병사단이 도움을 준 1946년 5월 16일까지 독일에서 복무했다. 부대 명령 162/46과 201/46에 따라 해산되었고 본부 또한 283/46에 의해 1946년 6월 20일에 해산되었다.

## LFWA와 활동 재개
1991년 9월 1일 설립된 육상 병력 서부 지역은 프레이리 군관구, 태평양 군관구와 정규군 부대를 지휘하고 있었으며, 그들의 편성은 서부 캐나다에서 전체, 즉 온타리오의 북부 호수 지역에서 태평양을 아우르는 지역이었다. 1999년 4개의 군관구 병력이 3개의 캐나다 여단집단으로 바뀌었다. 2013년 LFWA는 제3캐나다사단의 재설립을 인정했다. 이러한 변화는 2014년 6월 6일, 사단이 노르망디에 상륙한 지 70주년이 되는 때 이루어졌다. 이러한 명칭 변경으로 사단의 옛 제3캐나다보병사단의 패치와 역사적 연계성을 물려받았다.

## 같이 보기
- 컴퍼니 오브 히어로즈: 대항 전선: 제2군에 포함된 캐나다 제3보병사단의 활약을 게임화하였다.
- 제1캐나다군
- 영국 제2군